# Raimondo Todaro
Raimondo Todaro (Catania, 19 de enero de 1987) es un bailarín, profesor y personalidad de televisión italiano.

## Biografía
Raimondo Todaro nació en Catania el 19 de enero de 1987, pero vivió hasta los 16 años en Castelnuovo del Garda, en la provincia de Verona, donde se mudó su familia. Empezó a bailar a los 5 años, junto con su hermano Salvatore. Se formó estudiando con profesores de bailes latinos y durante su carrera participó en varias competiciones internacionales. Ganó su primer campeonato italiano con 9 años; en la categoría Junior participó en 5 campeonatos del mundo, obteniendo segundo y tercero puesto. Ha sido 18 veces campeón italiano de baile en las varias disciplinas (danzas estándar - bailes latinos – combinada 10 bailes).
En 2005 fue maestro para la segunda edición de Ballando con le Stelle por Rai 1, en pareja con Miss Italia 2004, Cristina Chiabotto. La pareja obtuvo el primer puesto. Al final del mismo año, junto con la campeona de salto de longitud Fiona May, vence la tercera edición de Ballando con le Stelle. En 2006 obtuvo el segundo puesto en los Campeonatos italianos de bailes latinos con su pareja Francesca Tocca y en 2007 participó como profesor en la cuarta edición de Ballando con le Stelle, clasificándose en sexta posición en pareja con Licia Colò. En 2009 obtuvo el noveno lugar en la quinta edición de Ballando con le Stelle, en pareja con el modelo Carol Alt. En 2010 ganó de nuevo con la actriz Veronica Olivier. En 2011 obtuvo el undécimo puesto de la clasificación con la nadadora Alessia Filippi. En 2012, en cambio, durante la octava edición de Ballando con le Stelle, se posiciona en un tercer lugar con Ria Antōniou. Además, Todaro gana las ediciones 9 y 10 en pareja con Elisa De Francisca en 2013 y en 2014 con Giusy Versace. En 2016, durante la undécima edición de Ballando con le Stelle, se clasifica en séptima posición con Platinette. En 2017 se posiciona en un tercer lugar durante la duodécima edición de Ballando con le Stelle con Xenya. En 2018, en cambio, juega con Giovanni Ciacci. Esta fue la primera vez en que en Ballando con le Stelle se vio una pareja de dos hombres. Tras la participación con Giovanni Ciacci, participa como invitado recurrente en el programa Detto fatto. En 2019, en cambio, se clasifica en quinta posición con Nunzia De Girolamo. Durante la decimoquinta edición de Ballando con le Stelle en 2020, le enseña a bailar a la presentadora Elisa Isoardi y con ella se clasifica en cuarta posición.
Todaro participó en la gira teatral del espectáculo Il grande Gershwin y en las preselecciones de Ballando on the Road, donde, junto con la presentadora Milly Carlucci y con los otros protagonistas del programa, recorrió toda Italia para buscar a nuevos talentos.
En 2020 es responsable de las coreografías de las exhibiciones del talent show de canto Il cantante mascherato, presentado por Milly Carlucci. Desde septiembre de 2020 es comentarista en el programa ItaliaSì! de Marco Liorni.
En 2021 anuncia en su perfil de Instagram que deja el programa Ballando con le Stelle y la Rai para dedicarse a nuevos proyectos de trabajo. En el mismo periodo anuncia que será profesor de baile en el talent show Amici di Maria De Filippi junto con Alessandra Celentano y Veronica Peparini.

## Vida privada
El 23 de octubre de 2013 Todaro y la bailarina Francesca Tocca tuvieron una hija, Jasmine, y en 2014 se casaron.

## Filmografía
- Operazione pilota, dirección de Umberto Marino – miniserie de televisión (2007)
- Provaci ancora prof! 3, dirección de Rossella Izzo – serie de televisión (2008)
- L'isola dei segreti - Korè, dirección de Ricky Tognazzi – miniserie de televisión (2009)
- Il commissario Montalbano- La Danza del Gabbiano, dirección de Alberto Sironi – serie de televisión (2011)
- Squadra antimafia 6 – serie de televisión, capítulos 7 y 10 (2014)
- Che Dio ci aiuti 4 – serie de televisión, capítulo 16 (2017)

## Teatro
- La febbre del sabato sera, de la película homónima, dirección de Massimo Romeo Piparo (2006-2007)
- ll grande Gershwin, de Salvatore Giordano, dirección de Giordano y Manola Turi (2016-2017)
- Con la testa e con il cuore si va ovunque con Giusy Versace, dirección de Edoardo Sylos Labini (2017)
- Un letto per quattro, dirección de Sebastiano Rizzo (2018)
- Save the cotton's de Fausto Monteforte y Daniele Caruso, dirección de Gisella Calì (2018)

## Televisión
- Ballando con le stelle (Rai 1,  2005-2020) Profesor
- Tale e quale show (Rai 1, 2018) Concursante
- Il cantante mascherato (Rai 1,  2020-2021) Coreógrafo
- ItaliaSì! (Rai 1, 2020-2021) Comentarista
- Telethon (Rai 1, 2020)
- Amici di Maria De Filippi (Canal 5, del 2021) - Profesor de baile

- Datos: Q3929608